# Trhový Štěpánov (zámek)
Trhový Štěpánov byl hrad přestavěný na barokní zámek ve stejnojmenném městě v okrese Benešov. Nacházel se přibližně v prostoru ulice V Zámku a zanikl během požáru v roce 1741. Jeho areál byl potom rozparcelován a zbytky poničeny výstavbou nákupního střediska. Od roku 1988 jsou jeho zbytky chráněny jako kulturní památka.

## Historie

### Tvrz a hrad
Hrad v Trhovém Štěpánově byl založen nejspíše na začátku 14. století, byť je možné, že se k sídlu vztahuje zmínka o opevnění štěpánovského kostela za biskupa Tobiáše z Bechyně, který svou funkci zastával v letech 1278–1296. Dne 21. dubna 1421 přestoupil arcibiskup Konrád z Vechty k husitství a z hradu se stalo jeho centrum v kraji. V roce 1436, po porážce husitů, daroval císař Zikmund hrad Mikuláši Trčkovi z Lípy. Následně se majitelé často střídali – hrad patřil Zdeňku Zruckému z Chřenovic, Malovcům z Malovic, Adamu Budovcovi z Budova, Albrechtu Novohradskému z Kolovrat a za vlády císaře Rudolfa II. jej kupují měšťané. Ti jej v roce 1596 museli kvůli dluhům prodat Petru Holickému ze Šternberka; po něm jej vlastnila Anna Holická z Donína. Za třicetileté války byl celý kraj vypleněn armádami, město navíc postihl mor, bída a hlad.

### Zámek
Roku 1664 odkoupil rytíř Ignác Bohumír z Houssonu panství od Jiřího Holického ze Šternberka. Nový majitel hrad přestavět na zámek. Roku 1687 se dostal do vlastnictví hraběnky Františky Benigny z Weissenwolfu, prostřednictví jejíž vnučky Marie Josefy se Štěpánov dostává do majetku Auersperků, kteří drželi město do roku 1848. V roce 1741 postihl město požár, po němž zámek nebyl obnoven a jeho trosky obyvatelé rozebrali jako stavební materiál. Do současnosti se dochovaly pouze zbytky obvodových zdí a také kámen zámecké brány z roku 1668, dnes zazděný do fasády domu čp. 26.